# Som pilgrimer vi färdas sakta
Som pilgrimer vi färdas sakta är en psalm med text av Jonas Jonson och musik av Sigvald Tveit. 
Psalmen gavs ut 2006 för fyrstämmig kör (SATB) i häftet Psalmer i 2000-talet Allhelgonatid, advent och jul.

## Publicerad som
- Nr 915 i Psalmer i 2000-talet under rubriken "Kyrkliga handlingar".
- Nr 933 Sång i Guds värld Tillägg till Svensk psalmbok för den evangelisk-lutherska kyrkan i Finland 2015 under rubriken "Pilgrimsvandring" med melodi av Anna Cederberg Orreteg.